# Núi Sulayman
Núi Sulayman (tiếng Kyrgyz: Сулайман-Тоо, còn được biết đến là Sulaiman-Too, Sulayman Rock, hoặc Sulayman Throne), có nghĩa là Vương miện của Solomon) là một ngọn núi thiêng tại Kyrgyzstan. Nó nằm gần thành phố Osh và từng là địa điểm chính của các cuộc hành hương Hồi giáo và tiền Hồi giáo. Khối núi này nhô lên giữa một khu vực đồng bằng trong thung lũng Fergana và là một địa điểm nổi tiếng của người dân địa phương và du khách với một khung cảnh lộng lẫy.
Ngọn núi được một số nhà nghiên cứu địa lý và sử gia cho rằng là cột mốc nổi tiếng thời cổ đại có tên là Tháp Đá mà Claudius Ptolemaeus đã viết trong tác phẩm Địa lý của mình. Nó là điểm đánh dấu giữa Con đường tơ lụa cổ đại, tuyến giao thương đường bộ của các đoàn lữ hành giữa châu Âu và châu Á.
Sulayman hay Solomon là một nhà tiên tri Qur'an và ngọn núi chứa một ngôi đền được cho là đánh dấu mộ của ông. Theo truyền thuyết, những người phụ nữ leo lên đền thờ và bò qua một kẽ hở trên đá thánh sẽ sinh ra những đứa trẻ khỏe mạnh. Những cái cây và bụi cây trên núi được treo bằng nhiều "cờ cầu nguyện", là những mảnh vải nhỏ được buộc vào cành cây. Địa điểm này vẫn là một nơi phổ biến đối với người Hồi giáo địa phương, với cầu thang dẫn lên đỉnh cao nhất, nơi có một nhà thờ Hồi giáo nhỏ ban đầu được xây dựng bởi Babur vào năm 1510. Phần lớn nhà thờ Hồi giáo được xây dựng lại vào cuối thế kỷ 20. UNESCO đã công nhận ngọn núi là Di sản thế giới như là ví dụ đầy đủ nhất về một ngọn núi linh thiêng nhất ở Trung Á, được thờ cúng qua nhiều thiên niên kỷ.
Trên ngọn núi còn có Tổ hợp Bảo tàng Lịch sử và Khảo cổ Quốc gia Sulayman được xây dựng từ thời Liên Xô, là nơi trưng bày những phát hiện khảo cổ trong khu vực và lịch sử của nó. Tại khu vực có độ dốc thấp hơn của ngọn núi được bao quanh bởi một nghĩa trang.